# Шилуте
Шилуте (литв. Šilutė, рус. Хейдекруг, пољ. Szyłokarczma) је град у Литванији. Он се налази на западном делу земље. Шилуте чини самосталну општину у оквиру округа Клајпеда.
Град се налази недалеко од Балтичког мора и највеће литванске поморске руке, града Клајпеде.
Према последњим проценама у Шилутеу је живело 21.760 становника.

## Галерија слика
- Старо градско здање
- Лутеранска црква
- Градња из времена комунизма